# Macchia solare

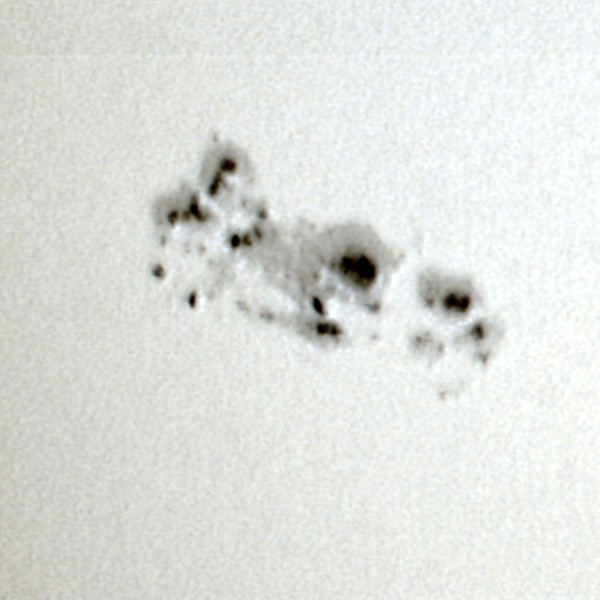
Macchie solari

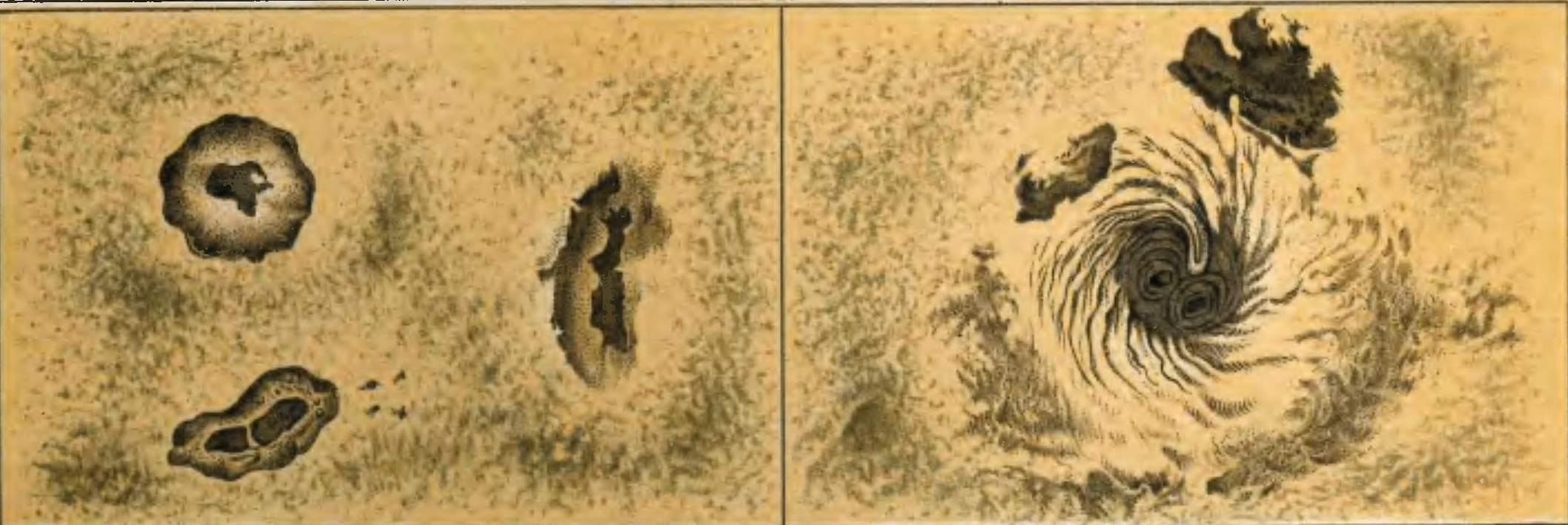
Macchie solari osservate da diversi punti

Una macchia solare è una regione della superficie del Sole (la fotosfera) che è distinta dall'ambiente circostante per una temperatura minore ed una forte attività magnetica. Anche se in realtà le macchie solari sono estremamente luminose, perché hanno una temperatura di circa 4000 kelvin (3726 ℃), il contrasto per emissività termica rispetto alle regioni circostanti, ancora più luminose grazie ad una temperatura di 6000 kelvin, le rende chiaramente visibili come macchie scure. Numerose macchie simili sono state osservate anche in stelle diverse dal Sole, e prendono il nome più generale di macchie stellari.

## Storia

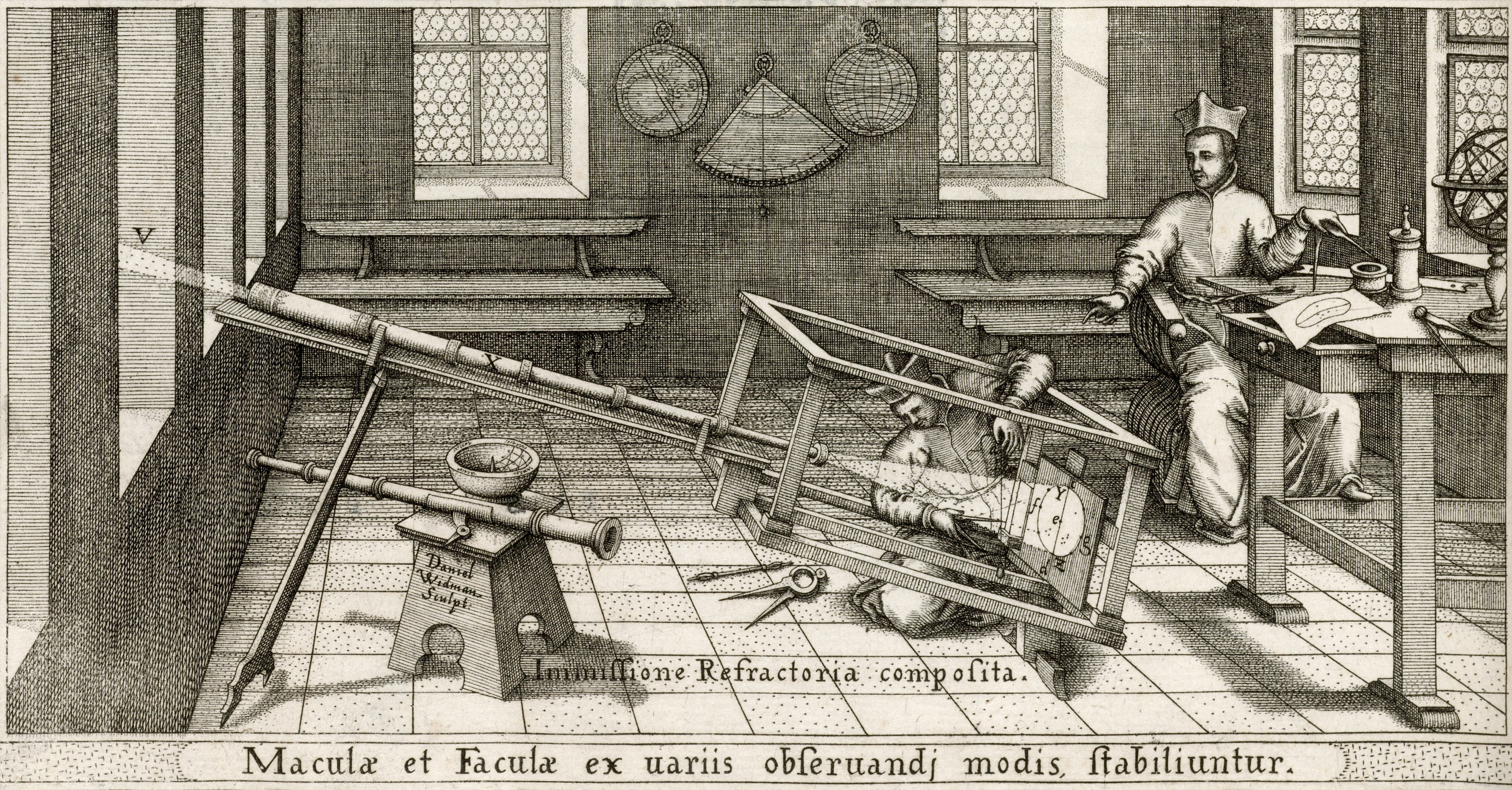
Osservazione delle macchie solari

I primi probabili riferimenti alle macchie solari sono quelli degli astronomi cinesi del primo millennio d.C..
Furono osservate telescopicamente per la prima volta nel 1610 dagli astronomi frisoni Johannes e David Fabricius, che pubblicarono una loro descrizione nel giugno del 1611. A questa data Galileo stava già mostrando le macchie solari agli astronomi a Roma e Christoph Scheiner aveva probabilmente osservato le macchie per due o tre mesi. La polemica tra Galileo e Scheiner per la prima osservazione, quando nessuno dei due sapeva del lavoro dei Fabricius, fu quindi tanto acida quanto inutile.
Le macchie solari ebbero una qualche importanza nel dibattito sulla natura del sistema solare. Mostravano che il Sole ruotava su se stesso, e il fatto che apparivano e scomparivano dimostrava che il Sole subiva dei cambiamenti, in contraddizione con gli insegnamenti di Aristotele.

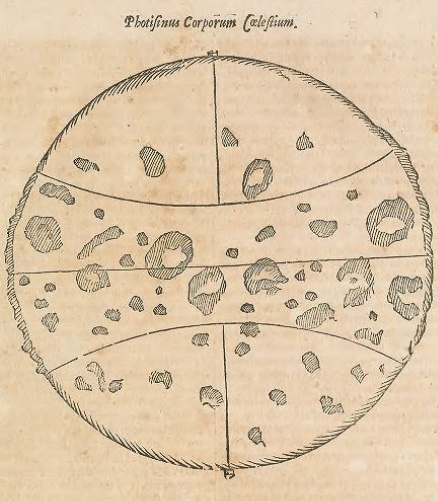
Illustrazione delle macchie solari sul trattato Ars magna lucis et umbrae (1646).

Le ricerche sulle macchie solari segnarono il passo per la maggior parte del XVII e l'inizio del XVIII secolo, perché a causa del Minimo di Maunder quasi nessuna macchia solare fu visibile per molti anni. Ma dopo la ripresa dell'attività solare, Heinrich Schwabe poté riportare nel 1843 un cambiamento periodico nel numero delle macchie solari, che sarebbe poi stato chiamato il ciclo undecennale dell'attività solare.
Un brillamento solare molto potente fu emesso verso la Terra il 1º settembre 1859. Interruppe i servizi telegrafici e causò aurore boreali visibili molto a sud, fino a Roma e in modo simile nell'emisfero sud fino alle Hawaii. Il brillamento più luminoso osservato dai satelliti è avvenuto il 4 novembre 2003 alle 19:29 UTC, ed ha saturato gli strumenti per 11 minuti. La regione 486, responsabile del brillamento, ha prodotto un flusso di raggi X stimato a X28. Le osservazioni hanno mostrato che l'attività è continuata sulla faccia lontana del Sole, quando la rotazione ha nascosto la regione attiva alla nostra vista.
È stata registrata l'assenza di macchie solari per 266 giorni su 366 nel 2008, e per 78 giorni nei primi 90 del 2009.

## Caratteristiche
Il numero di macchie che appaiono sulla superficie del Sole è stato misurato a partire dal 1700, e stimato all'indietro fino al 1500. La tendenza è quella di un numero in aumento, e i valori più grandi sono stati registrati negli ultimi 50 anni.
Secondo alcuni scienziati-ricercatori il numero di macchie solari sarebbe correlato con l'intensità della radiazione solare: tra il 1645 e il 1715, durante il cosiddetto minimo di Maunder, esse quasi scomparirono e la Terra, nello stesso periodo, si raffreddò in modo consistente, con la piccola era glaciale. L'eventuale correlazione e il nesso causale tra i due eventi è tuttora oggetto di discussioni nella comunità scientifica, riguardo anche all'attuale fase di riscaldamento globale (non sarebbe affatto chiaro il meccanismo fisico di influenza tra macchie solari e aumento di temperatura globale non essendo significativamente implicata la costante solare, dunque l'input energetico, come da rilevazioni dei satelliti artificiali negli ultimi 50 anni, variazioni dello 0.06 % pari a soli 3-4 watt dei complessivi 1340 circa).

### Fisica

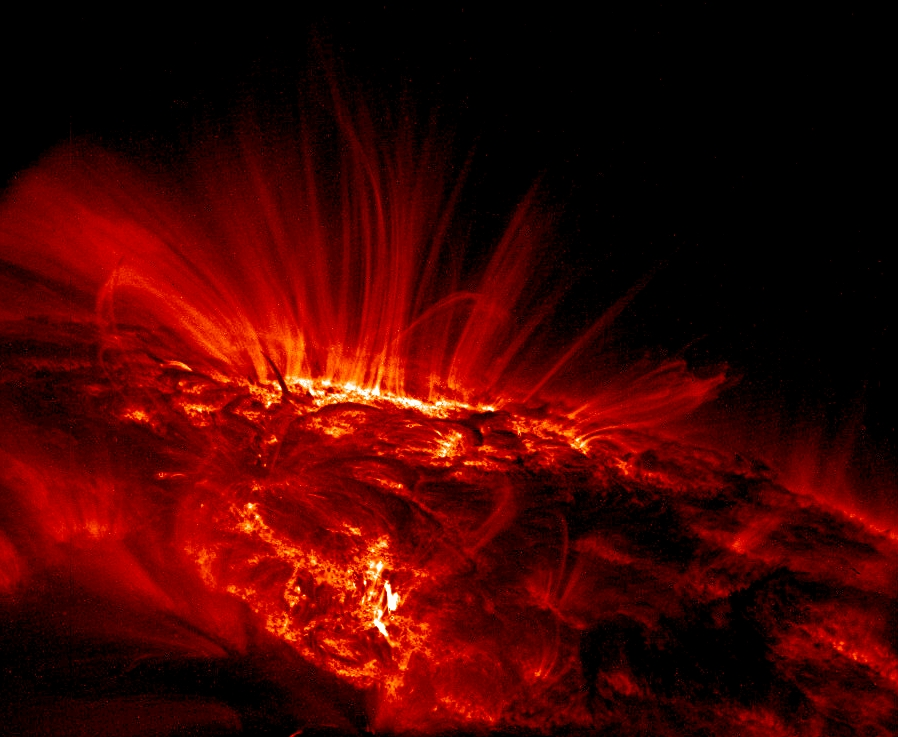
Primo piano di una macchia solare all'ultravioletto. Immagine del satellite TRACE.

Anche se i dettagli della formazione delle macchie solari sono ancora oggetto di ricerca, è abbastanza chiaro che esse sono la controparte visibile di tubi di flusso magnetico nella zona convettiva del Sole che vengono "arrotolati" dalla rotazione differenziale della stella. Se lo stress su questi tubi supera un certo limite, rimbalzano come elastici e "forano" la superficie solare, la Fotosfera. Nei punti in cui essi attraversano la superficie la convezione non può operare, il flusso di energia che arriva dall'interno del Sole si riduce, e la temperatura di conseguenza scende. L'effetto Wilson suggerisce che le macchie solari siano anche delle depressioni rispetto al resto della superficie.
Questo modello è supportato da osservazioni che usano l'effetto Zeeman, che mostra come le macchie solari appena nate spuntino a coppie, di opposta polarità magnetica. Da ciclo a ciclo, la polarità delle macchie anteriori e posteriori (rispetto alla rotazione del Sole) cambia da nord/sud a sud/nord e viceversa. In genere le macchie solari appaiono a gruppi più o meno grandi.
Una macchia solare può essere divisa in due parti:
- ombra, più scura e fredda
- penombra, intermedia tra l'ombra e la superficie solare

Le linee di campo magnetico dovrebbero respingersi l'un l'altra, facendo quindi disperdere rapidamente le macchie solari, ma la vita di una macchia è in media di appena due settimane, un periodo troppo breve. Osservazioni recenti condotte dalla sonda SOHO, utilizzando le onde sonore che viaggiano nella fotosfera solare per formare un'immagine dell'interno del Sole, hanno mostrato che sotto ogni macchia solare vi sono potenti correnti di materiale dirette verso l'interno del Sole, che formano dei vortici che concentrano le linee di campo magnetico. Di conseguenza le macchie sono delle tempeste che si sostengono autonomamente, simili in alcuni aspetti agli uragani terrestri.
L'attività delle macchie segue un ciclo di circa 11 anni (il ciclo undecennale dell'attività solare). Ogni ciclo di undici anni comprende un massimo ed un minimo, che sono identificati contando il numero di macchie solari che appaiono in quell'anno. All'inizio del ciclo, le macchie tendono ad apparire a latitudini elevate, per poi muoversi verso l'equatore quando il ciclo si avvicina al massimo (questo comportamento è chiamato legge di Spörer).
Oggi si conoscono molti periodi diversi nella variazione del numero di macchie, di cui quello di 11 anni è semplicemente il più evidente. Lo stesso periodo è osservato nella maggior parte delle altre espressioni di attività solare, ed è profondamente legato alle variazioni del campo magnetico solare. Non si sa se esistano periodi molto lunghi (di secoli o più), perché l'intervallo registrato dagli astronomi è troppo corto, ma se ne sospetta fortemente l'esistenza.

### Osservazione
Le macchie solari si possono osservare piuttosto facilmente, è sufficiente un piccolo telescopio usato col metodo della proiezione dall'oculare. In alcune circostanze, specialmente all'alba e al tramonto, momenti in cui è minima la luminosità con cui il Sole appare dalla Terra, le macchie solari possono essere viste anche ad occhio nudo. Tuttavia, è bene non guardare mai il Sole senza l'ausilio di un filtro in quanto può causare danni permanenti alla retina.

## Attività solare e riscaldamento globale

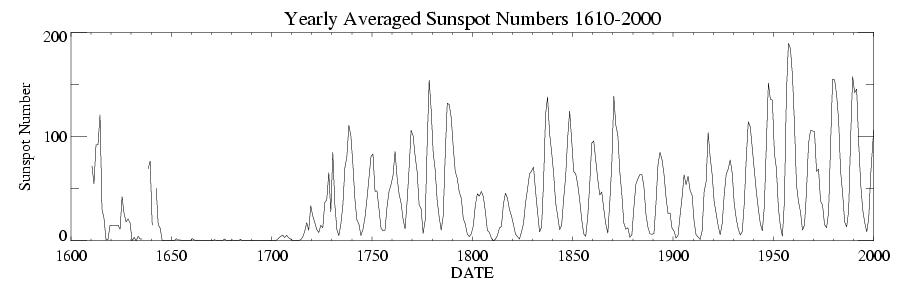
Il Minimo di Maunder in un grafico che riporta la storia di 400 anni del numero di macchie solari

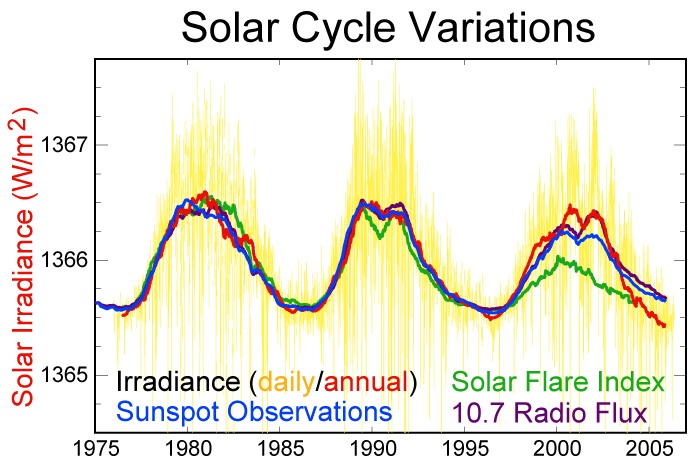
Variazione dell'irraggiamento solare negli ultimi 30 anni (la linea rossa indica la media annuale, quella gialla i valori giornalieri). Su circa 1 366 watt totali, l'oscillazione è di pochi watt

A partire dagli anni '90 si è diffusa l'erronea concezione che le macchie solari fossero la causa principale dell'attuale riscaldamento globale e che l'introduzione in atmosfera di notevoli quantità di gas serra da parte dell'uomo avesse invece un ruolo marginale. Questa teoria, inizialmente proposta da Friis-Christenses e Lassen, correlava la durata del ciclo solare con il clima terrestre e, in particolare, con l'attuale riscaldamento climatico. Tale teoria è stata però smentita al termine di un acceso e lungo dibattito scientifico innescato dal Dr. Peter Laut, il quale ha dimostrato tramite pubblicazioni scientifiche che i dati prodotti da Friis Christensen e Lassen in supporto alla teoria erano stati artificiosamente confezionati e manipolati per trarre conclusioni fallaci. La rigorosa analisi di Laut sui dati chiamati in causa dagli autori mostrava infatti che i dati non solo non erano in grado di supportare la teoria, ma ne provavano l'erroneità. La falsificazione della teoria di Friis Christensens e Lassen ha riscosso un ampio consenso della comunità scientifica e sembra ormai accettato (senza però sufficienti dati oggettivi)  che le attività antropiche sono la causa principale dell'attuale riscaldamento globale.